# Pulheimer See
Der Pulheimer See ist ein See auf dem Gebiet der Stadt Pulheim an der Venloer Straße nach Köln. Er entstand, wie die benachbarten Seen in Köln-Esch/Auweiler und Köln-Pesch, durch den Abbau von Sand und Kies.

## Lage
Der Pulheimer See liegt zwischen Pulheim und dem Kölner Stadtteil Bocklemünd, vollständig auf Pulheimer Stadtgebiet. Zusammen mit den benachbarten Seen in Esch/Auweiler und Pesch bildet er das Naherholungsgebiet Stöckheimer Hof, das von den Städten Pulheim und Köln entwickelt wird.

## Nutzung
Nachdem die Kiesförderung bereits eingestellt wurde, endet die industrielle Nutzung des Pulheimer Sees Ende September 2020. Im Anschluss soll er zu einem Bade- und Freizeitsee ausgebaut werden. Bis dahin ist Baden im See nicht erlaubt. Der Surf- und Segel-Club Pulheim e. V. (seit 1981) sowie der Angelverein A.S.K. Stommeln-Pulheim 1970 e. V. (seit 1993) dürfen den See bereits nutzen. Die DLRG Ortsgruppe Pulheim e. V. unterhält zur Absicherung von Wassersportveranstaltungen am Ufer eine Wasserrettungsstation. Im Jahr 2016 wurde eine Potenzialanalyse von der Stadt Pulheim in Auftrag gegeben. Der Entwurf liegt seit dem Jahr 2021 vor, vorgesehen ist eine Nutzung des Sees, die mit der „Natur im Einklang steht“. Die zukünftige Nutzung als Badeplatz ist weiterhin umstritten.